# Museo Metropolitano de Lima
El Museo Metropolitano de Lima (MET/MML) es un espacio cultural, situado en la ciudad de Lima. El museo fue inaugurado en el año 2010. Contiene además una sala de exposiciones temporales, la Biblioteca Municipal, el Archivo histórico y el auditorio Taulichusco.

## Museo
El museo vincula la historia de la ciudad con la historia del Perú usando recursos audiovisuales como escenografías, videos y hologramas, que abarca las épocas prehispánica, virreinal y republicana relatadas por los personajes que le dieron forma, como el virrey Amat, Santa Rosa de Lima, Pancho Fierro, José Olaya, José de San Martín, Simón Bolívar, Ricardo Palma, Abraham Valdelomar, Miguel Grau, entre otros.
Cuenta con 27 salas de proyección, cuya dirección museográfica fue dirigida por el cineasta Luis Llosa.